# USHL 1945/46
Die Saison 1945/46 war die erste reguläre Saison der United States Hockey League (USHL). Meister wurden die Kansas City Pla-Mors.

## Modus
In der Regulären Saison absolvierten die sieben Mannschaften jeweils 56 Spiele. Anschließend wurde der Meister in Playoffs ausgespielt. Für einen Sieg erhielt jede Mannschaft zwei Punkte, bei einem Unentschieden einen Punkt und bei einer Niederlage null Punkte.

## Reguläre Saison

### Tabelle
Abkürzungen: GP = Spiele, W = Siege, L = Niederlagen, T = Unentschieden, GF = Erzielte Tore, GA = Gegentore, Pts = Punkte
|                      | GP | W  | L  | T | GF  | GA  | Pts |
| -------------------- | -- | -- | -- | - | --- | --- | --- |
| Kansas City Pla-Mors | 56 | 35 | 17 | 4 | 271 | 185 | 74  |
| Omaha Knights        | 56 | 31 | 22 | 3 | 210 | 190 | 65  |
| Tulsa Oilers         | 56 | 27 | 25 | 4 | 269 | 226 | 58  |
| St. Paul Saints      | 56 | 28 | 26 | 2 | 208 | 186 | 58  |
| Fort Worth Rangers   | 56 | 24 | 31 | 1 | 186 | 237 | 49  |
| Dallas Texans        | 56 | 21 | 32 | 3 | 218 | 267 | 45  |
| Minneapolis Millers  | 56 | 20 | 33 | 3 | 192 | 263 | 43  |